# Mecklenburgische T 7
Die Fahrzeuge der Gattung T 7 der Großherzoglich Mecklenburgischen Friedrich-Franz-Eisenbahn waren dreiachsige Schmalspurlokomotiven. Sie wurden bei der Bäderbahn zwischen Bad Doberan und Kühlungsborn eingesetzt. Bei der Deutschen Reichsbahn wurden sie in die Baureihe 99.30 eingeordnet.

## Geschichte
Mit der Verlängerung der Strecke der Bäderbahn bis nach Arendsee und der gleichzeitigen Aufnahme des Güterverkehrs wurden weitere Triebfahrzeuge benötigt. Die Friedrich-Franz-Eisenbahn bestellte deshalb bei Henschel eine Lokomotive, die geringfügig größer und stärker als die bisherigen Maschinen der Gattung XIX war und die Nummer 1005 erhielt. In den Jahren 1911 und 1914 folgten zwei weitere Lokomotiven mit den Nummern 1006 und 1007. Davon war die 1007 in der Höhe etwas größer als die anderen beiden Maschinen. Ursprünglich waren sie mit der Triebwerksverkleidung ausgerüstet. Sie lösten die XIX im Betriebsdienst auf der Bäderbahn ab. Mit der Übernahme durch die Deutsche Reichsbahn erhielten die Lokomotiven die Betriebsnummern 99 301 bis 99 303. Die Deutsche Reichsbahn demontierte zur Vereinfachung der Wartung die Triebwerksverkleidungen. Im Laufe der folgenden Jahre wurden sie von den Lokomotiven der Baureihe 99.31 abgelöst.
Deshalb wurden die 99 301 und 99 303 an die Neubukower Rübenbahn abgegeben. Dort waren sie bis 1946 im Einsatz und wurden im April 1948 als Reparationsleistung in die Sowjetunion transportiert. Die 99 302 wurde bereits bis 1932 als Reservelokomotive in Bad Doberan ausgemustert.

## Konstruktive Merkmale
Der aus genieteten neun Millimeter starken Blechen bestehende Rahmen war als Wasserkastenrahmen ausgebildet. Die Kohlen wurden in den beiden Kästen neben dem Kessel vor dem Führerhaus gelagert. Der genietete Langkessel bestand aus zwei Schüssen. Der Dampfdom saß auf dem vorderen Schuss, der Sandkasten auf dem zweiten und die Sicherheitsventile nach Bauart Ramsbottom auf dem Stehkesselscheitel vor dem Führerhaus. Die Kesselspeisung erfolgte durch zwei saugende Dampfstrahlpumpen. Sie besaßen einen konischen langgestreckten Schornstein mit Funkenfänger.
Das außenliegende waagerecht angeordnete Zweizylinder-Naßdampftriebwerk arbeitete auf die hinterste Kuppelachse. Die Stephenson-Steuerung mit Flachschiebern war außenliegend.
Das Laufwerk war an vier Punkten abgestützt. Die beiden vorderen Radsätze besaßen obenliegende Blattfedern. Diese waren durch Ausgleichshebel verbunden. Die hintere Achse besaß unter den Achslagern liegende Blattfedern.
Die Lokomotiven verfügten über eine Zweikammer-Druckluftbremse, die den ersten und dritten Radsatz von außen abbremste. Zusätzlich verfügten die Maschinen über eine Wurfhebel-Handbremse. Die Luftpumpe Bauart Carpenter war auf dem rechten Umlauf vor der Rauchkammer platziert.
Der handbetätigte Sandstreuer sandete jeweils den äußeren Radsatzes von außen. Weiterhin verfügten die Maschinen über eine Dampfheizungseinrichtung sowie eine Petroleumbeleuchtung. Zwischen dem Dampfdom und dem Sandkasten war ein Dampfläutewerk, die Loks besaßen eine Zentralschmierung.